# أبنر مونرو بيرين
أبنر مونرو بيرين (بالإنجليزية: Abner Monroe Perrin)‏ هو عسكري أمريكي، ولد في 2 فبراير 1827 في مقاطعة إيدجفيلد في الولايات المتحدة، وتوفي في 12 مايو 1864 في مقاطعة سبوتسيلفانيا في الولايات المتحدة.